# Taghi Taghiyev
Taghi Azizagha oglu Taghiyev (en azerí: Tağı Əzizağa oğlu Tağıyev; Bakú, 7 de noviembre de 1917 – Bakú, 27 de junio de 1993) fue un pintor de Azerbaiyán, que obtuvo en 1961 la distinción de Artista de Honor y en 1982 de Artista del Pueblo de la República Socialista Soviética de Azerbaiyán.

## Biografía
Taghi Taghiyev nació el 7 de noviembre de 1917 en Bakú. Entre 1931 y 1935 estudió en la Escuela Estatal de Arte de Azerbaiyán en nombre de Azim Azimzade. En 1941 se graduó de la Escuela de Pintura, Escultura y Arquitectura de Moscú. Taghiyev fue más conocido como maestro de retratos. Los temas principales de sus obras fueron la historia y las personalidades históricas, los trabajadores y la naturaleza.
En 1962 realizó su primer exposición en Bakú. Sus obras también se exhibieron en las exposiciones y los museos de Moscú, Kiev, El Cairo, Damasco, Beirut, Dakar, Praga, Sofía, Berlín, Estambul, Montreal y otros ciudades. Sus pinturas se encuentran en el Museo Estatal de Arte Oriental de Moscú, el Museo Nacional de Arte de Azerbaiyán y la Galería Estatal de Arte de Azerbaiyán.
Taghiyev murió el 27 de junio de 1993 y fue enterrado en Bakú. El 8 de junio de 2018 se realizó una exposición dedicada al 100 aniversario del pintor en el Museo Nacional de Arte de Azerbaiyán.

## Premios y títulos
- 1959 - Orden de la Insignia de Honor
- 1961 - Artista de Honor de la RSS de Azerbaiyán
- 1982 - Artista del Pueblo de la RSS de Azerbaiyán[4]